# Marcus Ceionius Julianus Camenius
Marcus Ceionius Julianus Camenius (fl. 333-334) était un homme politique de l'Empire romain.

## Biographie
Il est le fils de Ceionius Proculus et de sa femme Alfenia Juliana.
Il était préfet de l'urbs de Rome en 333.
Il s'est marié avec Publilia et a eu deux fils : Ceionius Italicus, consulaire en Numentium, et Publilius Ceionius Iulianus, corrector de Tuscum et Ombrie.